# St. Nikolai (Kremmen)

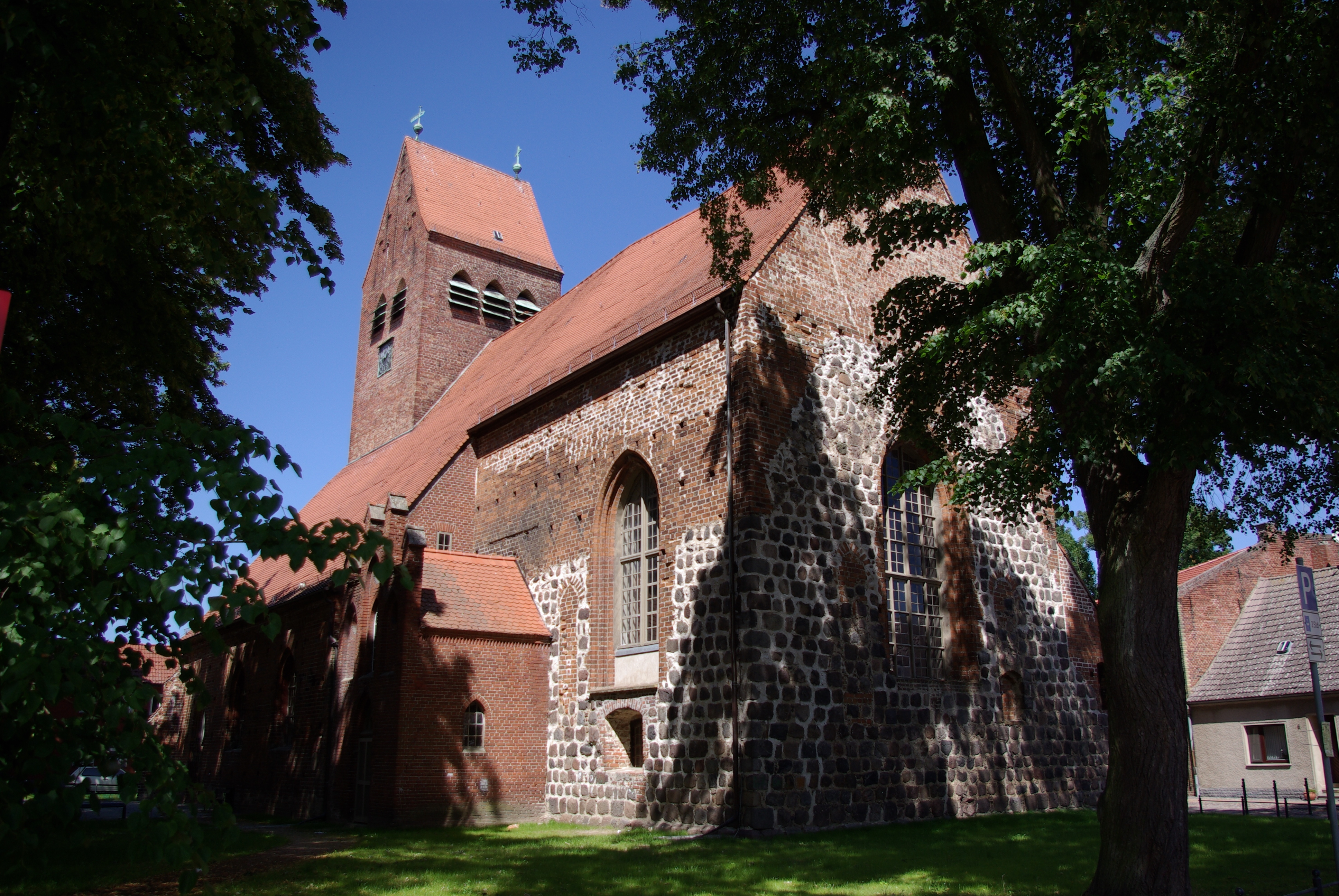
St. Nikolai (Kremmen)

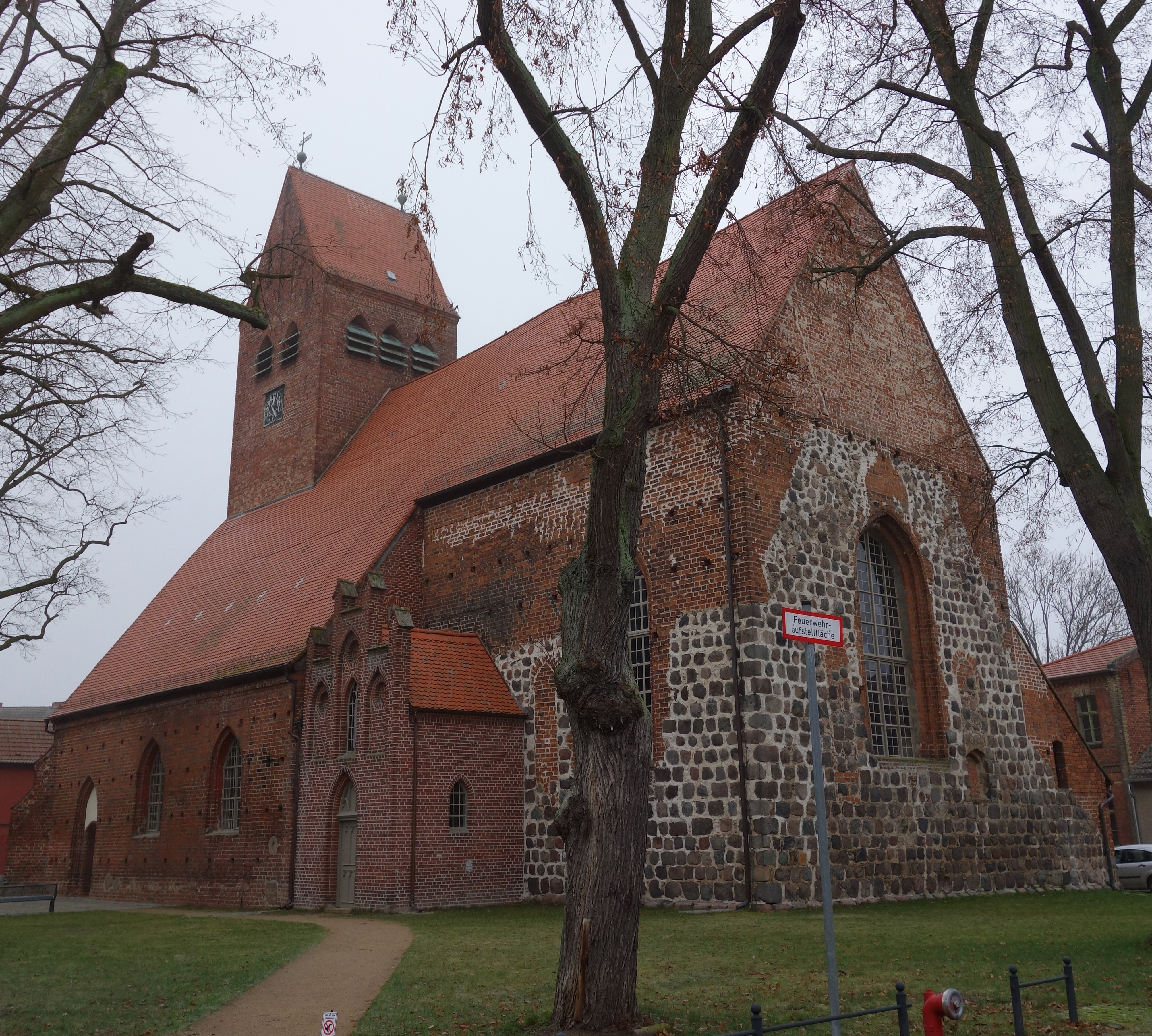
Südostansicht

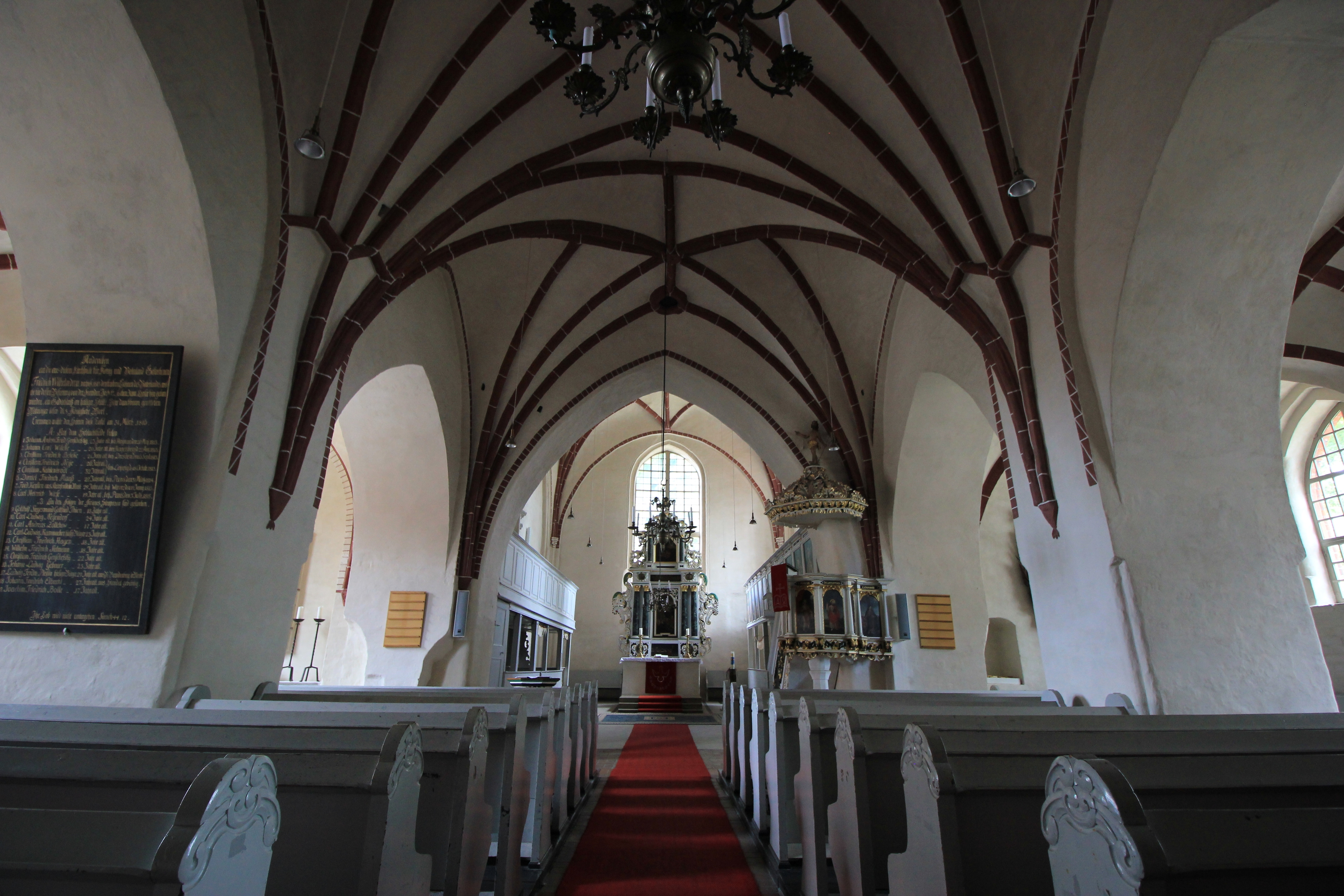
Innenansicht nach Osten

Die evangelische Stadtkirche St. Nikolai ist eine gotische Backsteinkirche in Kremmen im Landkreis Oberhavel in Brandenburg. Sie gehört zur Kirchengemeinde Kremmen im Kirchenkreis Oberes Havelland der Evangelischen Kirche Berlin-Brandenburg-schlesische Oberlausitz und ist eine offene Kirche.

## Geschichte und Architektur
Von einem sorgfältig aus Feldsteinquadern erbauten Rechteckbau aus der zweiten Hälfte des 13. Jahrhunderts blieben Teile der Chorwände und der später barock umgebauten, tonnengewölbten Sakristei an der Nordseite erhalten. Der Chor wurde in der zweiten Hälfte des 15. Jahrhunderts in Backstein erhöht und die Ostwand mit einem großen Mittelfenster durchbrochen. Ursprünglich war eine Gruppe aus schlanken spitzbogigen Fenstern in der Ostwand angeordnet. Im Westen wurde etwa gleichzeitig das dreischiffige, dreijochige Hallenlanghaus angebaut.
Das Innere ist gedrückt proportioniert und wird durch Sterngewölbe im Mittelschiff abgeschlossen, die von niedrigen Arkaden auf archaischen Pfeilern getragen werden. In den Seitenschiffen sind Kreuzgewölbe eingezogen. Das Turmjoch ist ungewölbt. Der Chor wird durch zwei höhere, kräftig gebuste Sterngewölbe abgeschlossen. Die Fenster sind in den Gewänden fein profiliert und haben eine gedrückt spitzbogige Form. Die Portale im Süden und Westen sind in je einer hohen Spitzbogenblende angeordnet. Der querrechteckige Westturm über dem Westjoch des Mittelschiffes erhielt 1928 das heutige Obergeschoss und wurde mit einem Quersatteldach abgeschlossen. An der Nord- und an der Südseite finden sich Anbauten aus der Zeit um 1865. Restaurierungen wurden in den Jahren 1964, 1995 und 2004 vorgenommen.

## Ausstattung
Die qualitätvolle barocke Ausstattung wurde von einem Holzbildhauer aus der Mark Brandenburg ausgeführt. Das Hauptstück ist ein Altaraufsatz von 1686, der durch einen klaren zweigeschossigen, von Schweifwerk umgebenen Aufbau gekennzeichnet ist. Er zeigt im Hauptgeschoss Doppelsäulen und im Obergeschoss Einzelsäulen; in der Mitte sind Gemälde mit Darstellungen des Abendmahls, der Kreuzigung, der Auferstehung und des Gangs nach Emmaus übereinander angeordnet.
Die Kanzel von 1694 zeigt in den Feldern des mit Fruchtgehängen dekorierten, polygonalen Korbs gemalte Darstellungen von Christus und den vier Evangelisten; auf dem Schalldeckel ist die Figur des Auferstandenen dargestellt.
Die Taufe ebenfalls aus dem Jahr 1694 besteht aus einem runden Becken mit Blumengewinden, das von drei Täuflingen getragen wird.
An den Längswänden des Chores sind Emporen von 1603 angebracht; in die nördliche ist die  Patronatsloge eingefügt. An der Brüstung unten sind zwei Gemälde von David und Nathan aus der zweiten Hälfte des 17. Jahrhunderts angeordnet.
In der Sakristei findet sich eine Sakramentsnische.
Ein Epitaph für Adolf Ernst von der Lütcke († 1691) zeigt ein Bild des Verstorbenen mit einer geschnitzten Rahmung aus Waffen und Trophäen. Ein weiteres Epitaph von Thomas J. Grüwels († 1708) ist mit einer Kartusche ausgestattet, die von den allegorischen Figuren der Bellona und der Fortitudo begleitet wird.
Eine Orgel der Firma Alexander Schuke Potsdam Orgelbau aus dem Jahr 1961 besitzt 15 Register auf zwei Manualen und Pedal.

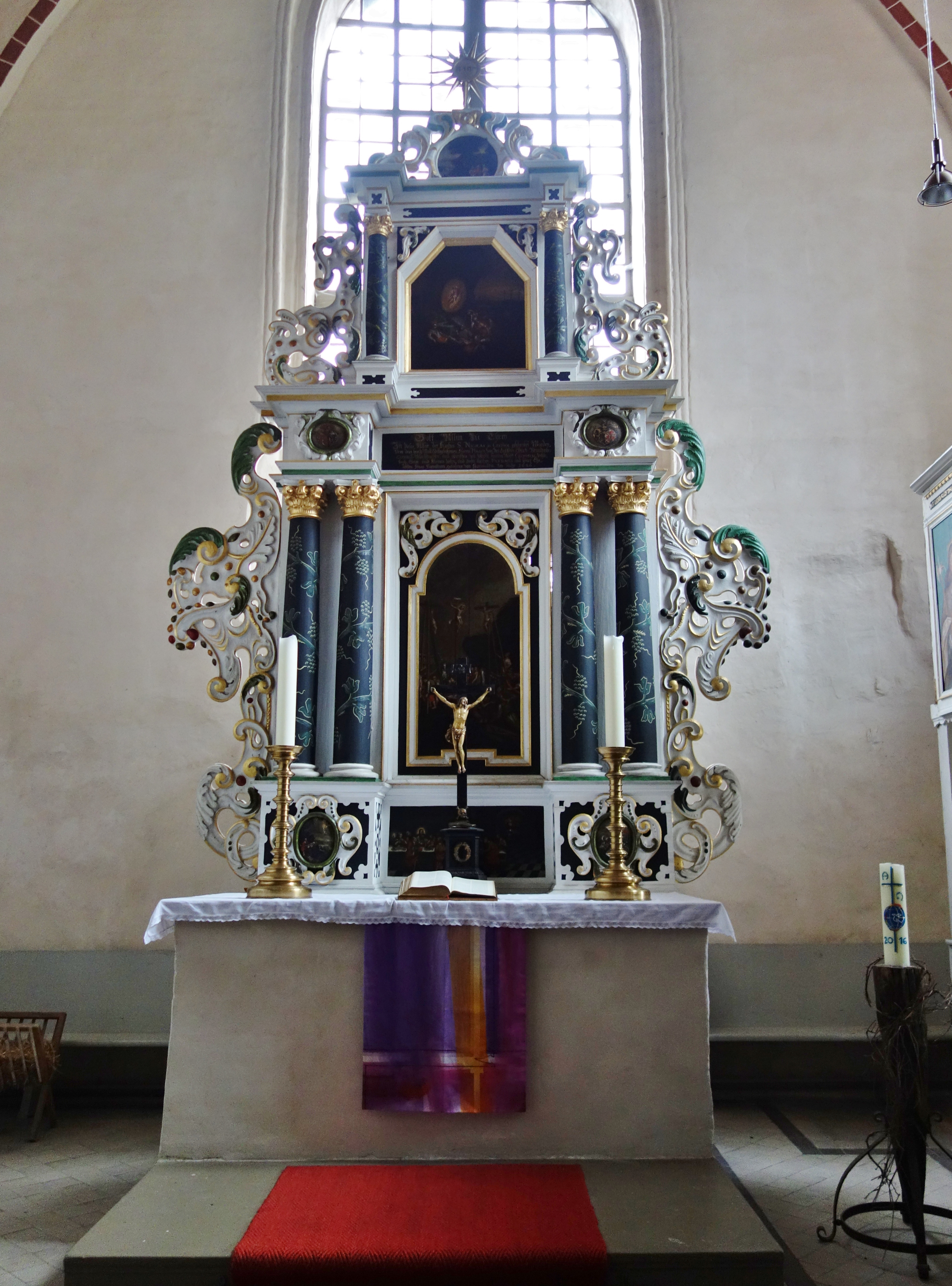
Altar
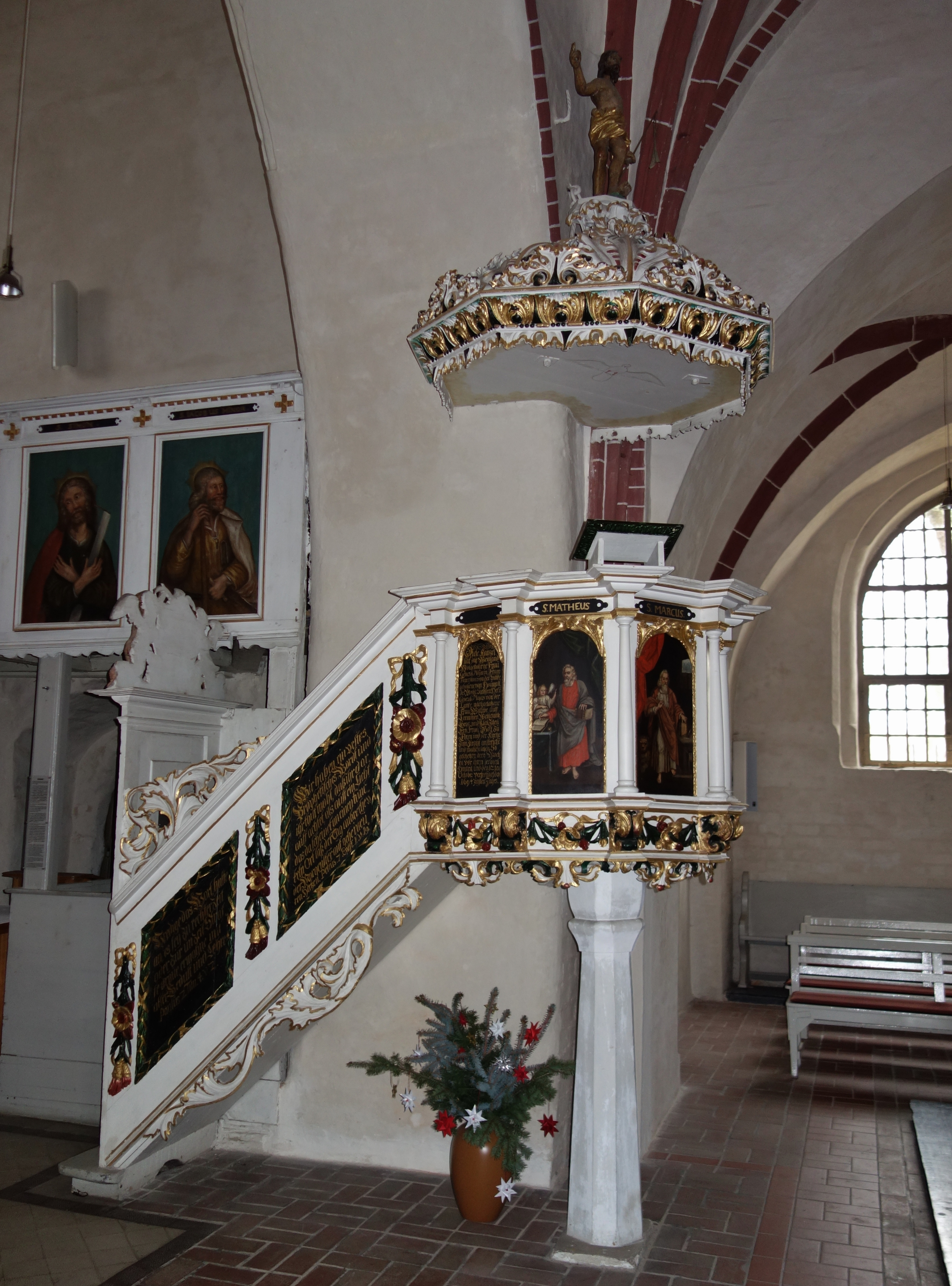
Kanzel
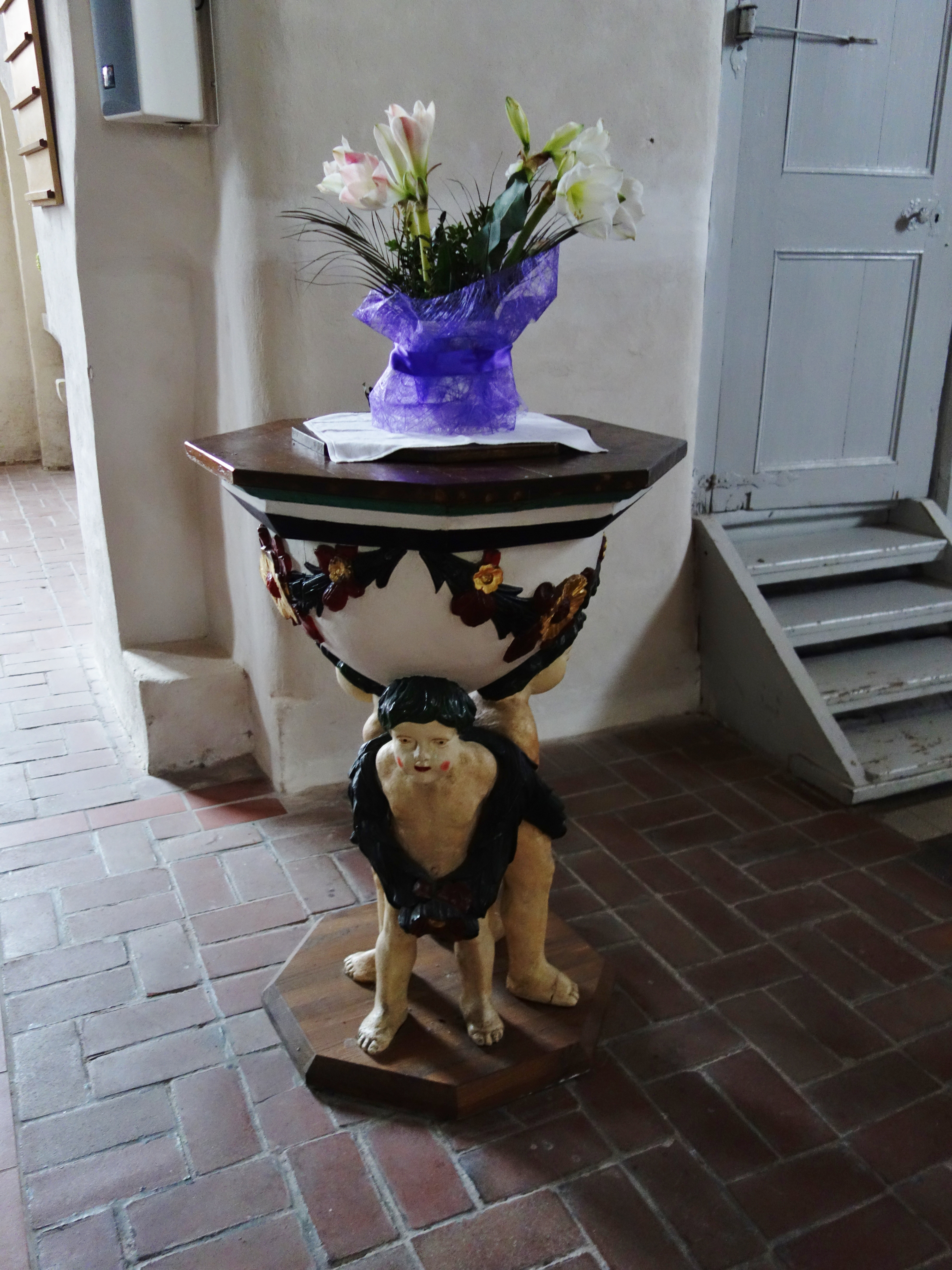
Taufbecken
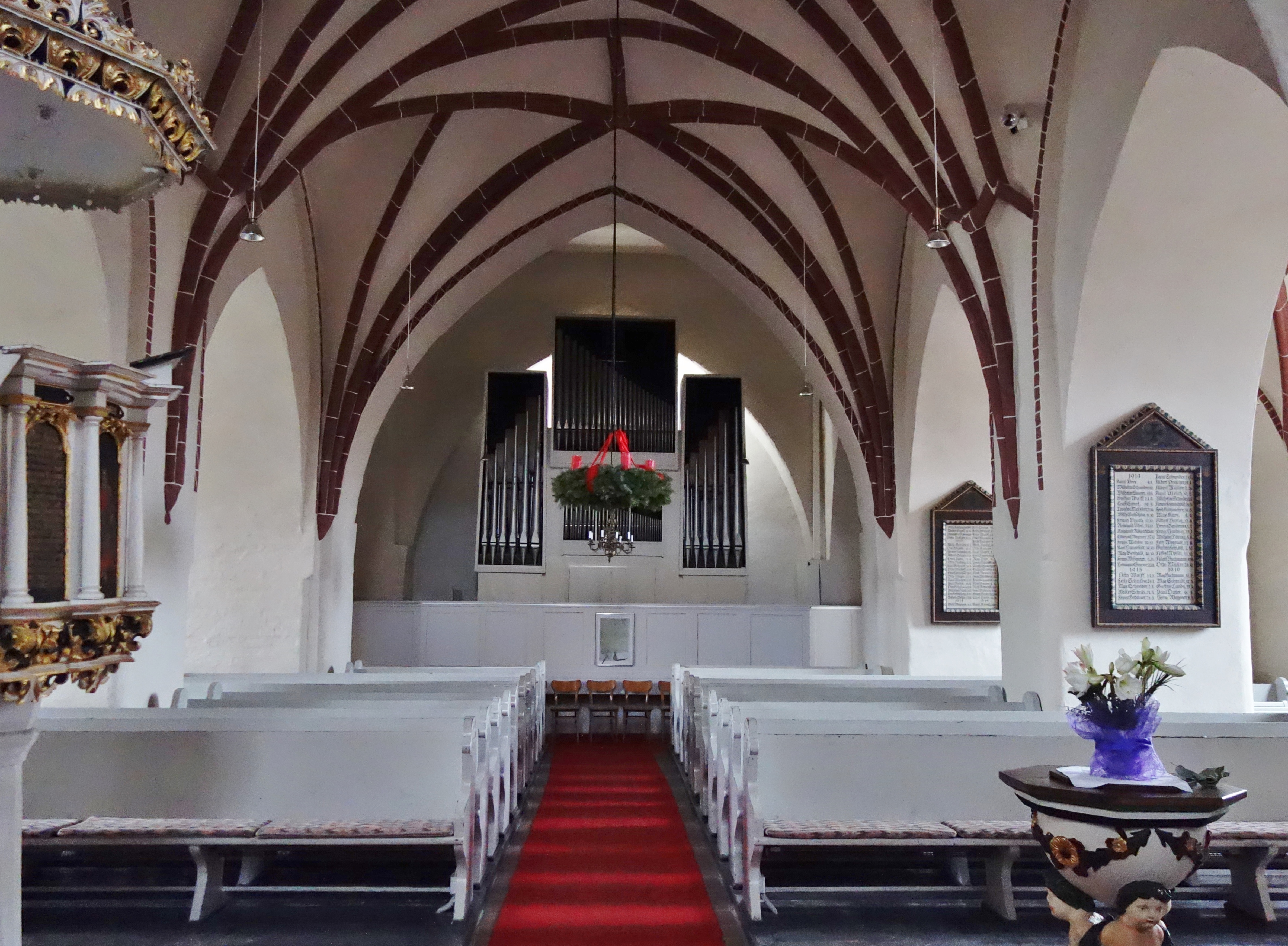
Innenraum mit Blick zur Orgel